# Attacobius nigripes
Attacobius nigripes är en spindelart som först beskrevs av Cândido Firmino de Mello-Leitão 1942. 
Attacobius nigripes ingår i släktet Attacobius och familjen flinkspindlar. Inga underarter finns listade.